# Emílio Rangel Pestana
Emílio Rangel Pestana (1836 — 1898) foi negociante de capitais (compra e venda de títulos e ações), fundador da Bolsa de Valores de São Paulo (BOVESPA) em agosto de 1890. Serviu como presidente como Banco do Brasil na República Velha, cargo que renunciou em 14 de setembro de 1895, por divergências com o futuro presidente Rodrigues Alves.